# Arne (Doubs)
Die Arne ist ein kleiner Fluss im Osten von Frankreich, der in den Départements Doubs und Jura der Region Bourgogne-Franche-Comté westlich der Stadt Besançon verläuft.

## Geografie

### Verlauf
Die Arne entspringt an der Gemeindegrenze von Mercey-le-Grand und Romain, entwässert generell in südwestlicher Richtung und mündet nach rund 15 Kilometern an der Gemeindegrenze von Lavans-lès-Dole und Audelange als rechter Nebenfluss in den Doubs. Im Mündungsabschnitt nähert sich der Arne weitgehend dem Rhein-Rhône-Kanal, wird hier jedoch etwa 250 Meter bis unterhalb der Schiffschleuse umleitet, wo er direkt in den Doubs mündet. Im Mittelteil quert der Fluss die Autobahn A36, im Unterlauf die Bahnstrecke Dole–Belfort.

### Orte am Fluss
(Reihenfolge in Fließrichtung)
- Mercey-le-Grand
- Romain
- Hyombre, Gemeinde Dampierre
- Louvatange
- Gendrey
- Auxange
- Lavans-lès-Dole
- Lavangeot
- Moulin Rouge, Gemeinde Lavans-lès-Dole